# Uso Seifert
Uso Seifert (* 9. Februar 1852 in Römhild; † 4. Juni 1912 in Dresden) war ein deutscher Organist, Kantor und Komponist.

## Leben und Werk
Uso Seifert studierte zunächst bei seinem Vater, dem Römhilder Kantor Karl Valentin Seifert (1814–1866), und 1872–1877 am Lehrerseminar in Hildburghausen. Zudem leitete er den Männerchor dieser Stadt.
Er studierte dann am Dresdener Konservatorium unter anderem bei Franz Wüllner und Jean Louis Nicodé.
Seifert lehrte seit 1880 über 25 Jahre lang selbst am Dresdener Konservatorium. Später wirkte er als Organist und Kantor an der Reformierten Kirche Dresden.
Er publizierte eine Klavier-Methode. Er gab zahlreiche Klavierstücke (Capriccietto, Valse-Impromptu, Polacca graziosa, Polonaise und weitere), Chöre, Orgelwerke (Präludium und Doppelfuge, Einleitung und Doppelfuge, 20 Orgelvorspiele) sowie instruktive klassische Stücke heraus. 1906 wurde Uso Seifert von König Friedrich August III. der Titel des Königlichen Musikdirektors verliehen. Seifert verstarb 1912 in Dresden und wurde auf dem Johannisfriedhof beigesetzt.